# الاتحاد من أجل الديمقراطية التعددية
الاتحاد من أجل الديمقراطية التعددية هو حزب سياسي في تنزانيا. تم تسجيل الحزب في 21 يناير 1993.
لم يتقدم الحزب بمرشح رئاسي في انتخابات 14 ديسمبر 2005، لكنه دعم سينجوندو مفونجي من المؤتمر الوطني للبناء والإصلاح ماجوزي. وقد احتل المركز الخامس من بين عشرة مرشحين، وفاز بنسبة 0.49٪ من الأصوات.